# Aplastodiscus arildae
Aplastodiscus arildae е вид жаба от семейство Дървесници (Hylidae). Видът е незастрашен от изчезване.

## Разпространение
Разпространен е в Бразилия (Еспирито Санто, Минас Жерайс, Рио де Жанейро и Сао Пауло).

## Описание
Популацията на вида е стабилна.